# Walworth (Wisconsin)
Pour les articles homonymes, voir Walworth.
Walworth est une localité du Comté de Walworth dans le Wisconsin.
Sa population était de 2 816 habitants en 2010.